# 左攝提增三
牧夫座31，又名BD+08 2903，HD 129312、SAO 120601、HR 5480，是牧夫座的一颗恒星，视星等为4.86，位于銀經2.05，銀緯57.76，其B1900.0坐标为赤經14h 36m 44s，赤緯+8° 57.76′ 22″。